# Jorge Arranz
Jorge Arranz Carrillo de Albornoz es un dibujante, ilustrador e historietista español, nacido en Madrid en 1956 reconocido por sus ilustraciones e historietas en diversos medios y por sus "Ciudades dibujadas".

## Biografía
Nacido en Madrid en 1956 pasó sus primeros veinte años en un sexto piso del centro de Madrid, de modo que la ventana de su habitación le ofrecía un paisaje de azoteas, chimeneas y antenas. Desde siempre dibujó aquello que le rodeaba así que empezó por los tejados, siguió con las fachadas y terminó bajando a la calle. A los 18 años, viajando por Europa en interRail, se dio cuenta de que lo que le gustaba era dibujar ciudades: "Al llegar al albergue me ponía a dibujar de memoria lo que había visto". Con 20 años hizo varios viajes a Nagano, Japón, donde continuó dibujando lo que veía. Con el material que trajo, hizo su primera exposición en Madrid en 1981. A los 24 años se licenció en Psicología y en Bellas Artes y empezó a dedicarse profesionalmente al dibujo ilustrando para libros de texto.
A partir de ese momento, realiza diversas exposiciones en Madrid y empieza a ilustrar en periódicos como "Villa de Madrid" y revistas de historietas como Madriz, Cairo y Medios Revueltos. En 1985 comenzó a ilustrar para El País y en otros medios como Tribuna de la actualidad (revista) (hasta 2001). Ha publicado varios libros ilustrados y hace exposiciones, talleres y ponencias sobre dibujo, además de seguir dibujando para medios de comunicación.

## Obra
Aparte de dibujar para campañas de publicidad participa en publicaciones de divulgación, prevención y aprendizaje como por ejemplo "Libros a la calle" de la comunidad de Madrid. Además de El País y la revista Tribuna, ha publicado en Interviú, Vogue, Telva, La Luna de Madrid, Cercha, Capital, Alianza Editorial, Mía, Rd, Diseño Interior, Quevedos, Raíles o Abogados. 
Las publicaciones que ha realizado o en las que ha colaborado son estas:
| Año       | Título                                   | Autor/es                          | Dibujante    | Publicación/Editorial             | Formato                              |
| --------- | ---------------------------------------- | --------------------------------- | ------------ | --------------------------------- | ------------------------------------ |
| 1984      | El puente                                | J. M. Lago, Jorge Arranz          | Jorge Arranz | Ministerio de Hacienda            | Álbum de historietas                 |
| 1986      | Ciudades                                 | Jorge Arranz                      | Jorge Arranz | Cairo                             | Revista                              |
| 1987      | Las aventuras de Nacho López             | Antonio Piera                     | Jorge Arranz | Cairo                             | Revista                              |
| 1991      | Dibujos animados sobre el Tesoro Público | Agencia Contrapunto               | Jorge Arranz | TVE                               | Spots publicitarios                  |
| 1992      | Cita en Madrid                           | César Jiménez, Jorge Arranz       | Jorge Arranz | Ediciones Al Margen               | Libro                                |
| 1993      | Cita en Logroño                          | José Manuel Calzada, Jorge Arranz | Jorge Arranz | Ayuntamiento de Logroño           | Libro                                |
| 1997      | Cita en la Rioja                         | José Manuel Calzada, Jorge Arranz | Jorge Arranz | Cultural Rioja                    | Libro                                |
| 1998      | En Canal                                 | Felipe Hernández Cava             | Jorge Arranz | ¡A las Barricadas!                | Suplemento de la revista Interviú    |
| 1998-2000 | A las 11 en casa                         | Eva Lesmes y Pepe Pavón           | Jorge Arranz | La 1                              | Serie de TV (cabecera y cortinillas) |
| 1999-2000 | ¡Dios, qué tropa!                        | Felipe Hernández Cava             | Jorge Arranz | Angelitos Negros                  | Revista de cómic                     |
| 2005      | A favor del Guadarrama                   | Jorge Arranz                      | Jorge Arranz | Editorial La Librería.            | Libro                                |
| 2009      | Onetti en el convento                    | Diez Sanmarianos                  | Jorge Arranz | Fundación San Benito de Alcántara | Libro                                |
| 2009      | Dibujando el Transcantábrico             | Varios autores                    | Jorge Arranz | Editorial Rey Lear                | Libro                                |
| 2011      | Museo Thyssen Bornemisza                 | Jorge Arranz                      | Jorge Arranz | Treseditores                      | Libro                                |
| 2012      | Galicia en tren                          | Jorge Arranz                      | Jorge Arranz | El Patito Editorial               | Libro                                |
| 2013      | Getafe                                   | Jorge Arranz                      | Jorge Arranz | Ayuntamiento de Getafe            | Libro                                |

## Exposiciones
| Año  | Nombre                              | Ciudad  | Lugar                           | Autor/es     |
| ---- | ----------------------------------- | ------- | ------------------------------- | ------------ |
| 1981 | Paisajes del Natural                | Madrid  | Galería Amadís                  | Jorge Arranz |
| 1982 | Ciudad de Madrid                    | Madrid  | Club Financiero Génova          | Jorge Arranz |
| 1988 | Madrid                              | Madrid  | Teatro Infanta Isabel           | Jorge Arranz |
| 1992 | Paisaje urbano de Madrid            | Madrid  | Sala Eloy Gonzalo de CajaMadrid | Jorge Arranz |
| 1993 | Cita en Logroño                     | Logroño | Ayuntamiento de Logroño         | Jorge Arranz |
| 1997 | Cita en la Rioja                    | Logroño | Ayuntamiento de Logroño         | Jorge Arranz |
| 2008 | Logroño y su espejo                 | Logroño | Ayuntamiento de Logroño         | Jorge Arranz |
| 2013 | Ciudades Patrimonio de la Humanidad | Toledo  | Sala Tendillas                  | Jorge Arranz |